# Дибвиг, Филип
Филип Х. Дибвиг (англ. Philip H. Dybvig, род. 22 мая 1955, Гейнсвилл, Флорида) — американский экономист. Он является профессором банковского дела и финансов в бизнес-школе Олина Вашингтонского университета в Сент-Луисе. Дибвиг был удостоен Премии по экономике памяти Альфреда Нобеля 2022 года вместе с Беном Бернанке и Дугласом Даймондом «за исследования банков и финансовых кризисов».
Получил степень бакалавра математики и физики в Индианском университете (1976). В Йельском университете получил степени магистра (1978) и доктора (1979) в области экономики.
Дибвиг специализируется на оценке активов, инвестициях и корпоративном управлении. Ранее он был профессором Йельского университета и доцентом Принстонского университета. Дибвиг был президентом Западной финансовой ассоциации с 2002 по 2003 год, а также был редактором или помощником редактора нескольких журналов, включая Review of Financial Studies, Journal of Economic Theory, Finance and Stochastics, Journal of Finance, Journal of Financial Intermediation, Journal of Financial and Quantitative Analysis и Review of Financial Studies.
Дибвиг известен своей работой с Дугласом Даймондом над моделью банковой паники Даймонда — Дибвига.